# DeepSeek
DeepSeek  (kinesisk: 深度求索; pinyin: Shēndù Qiúsuǒ) er en kinesisk virksomhed som beskæftiger sig med kunstig intelligens. DeepSeek udvikler store sprogmodeller (LLM), hvis kildekode udgives som open source. DeepSeek har adresse i Hangzhou, Zhejiang. DeepSeek er ejet og udelukkende finansieret af den kinesiske hedgefond High-Flyer. DeepSeeks medstifter Liang Wenfeng etablerede virksomheden i 2023 og fungerer som dens administrerende direktør. DeepSeek-R1 og DeepSeek-R3 kildekoden licenseret under en MIT-licens.
DeepSeek udfører opgaver på samme niveau som ChatGPT, på trods af, at den er udviklet til en betydelig lavere pris og bruger færre resurser under træning. AI-modellen blev udviklet af DeepSeek under de amerikanske sanktioner mod Kina for Nvidia-chips, som havde til formål at begrænse landets evne til at udvikle avancerede AI-systemer.
Den 10. januar 2025 udgav virksomheden sin første gratis chatbot-app, som den 27. januar havde overgået ChatGPT som den mest downloadede gratis app på iOS App Store i USA,
og det fik Nvidias aktiekurs til at falde med 18 %.
DeepSeeks succes mod større og mere etablerede rivaler er blevet beskrevet som "upending AI" og udgør "det første skud på, hvad der er ved at dukke op som et globalt AI-rumkapløb".
DeepSeek har udgivet sin generative kunstige intelligens DeepSeek-R1 kildekode under MIT-licens, Virksomheden rekrutterer primært unge AI-forskere fra de bedste kinesiske universiteter og ansætter også uden for datalogiområdet for at diversificere deres AI-modellers viden og evner.